# Ixia scillaris
Ixia scillaris är en irisväxtart som beskrevs av Carl von Linné. Ixia scillaris ingår i släktet Ixia och familjen irisväxter.

## Underarter
Arten delas in i följande underarter:
- I. s. scillaris
- I. s. subundulata

## Bildgalleri

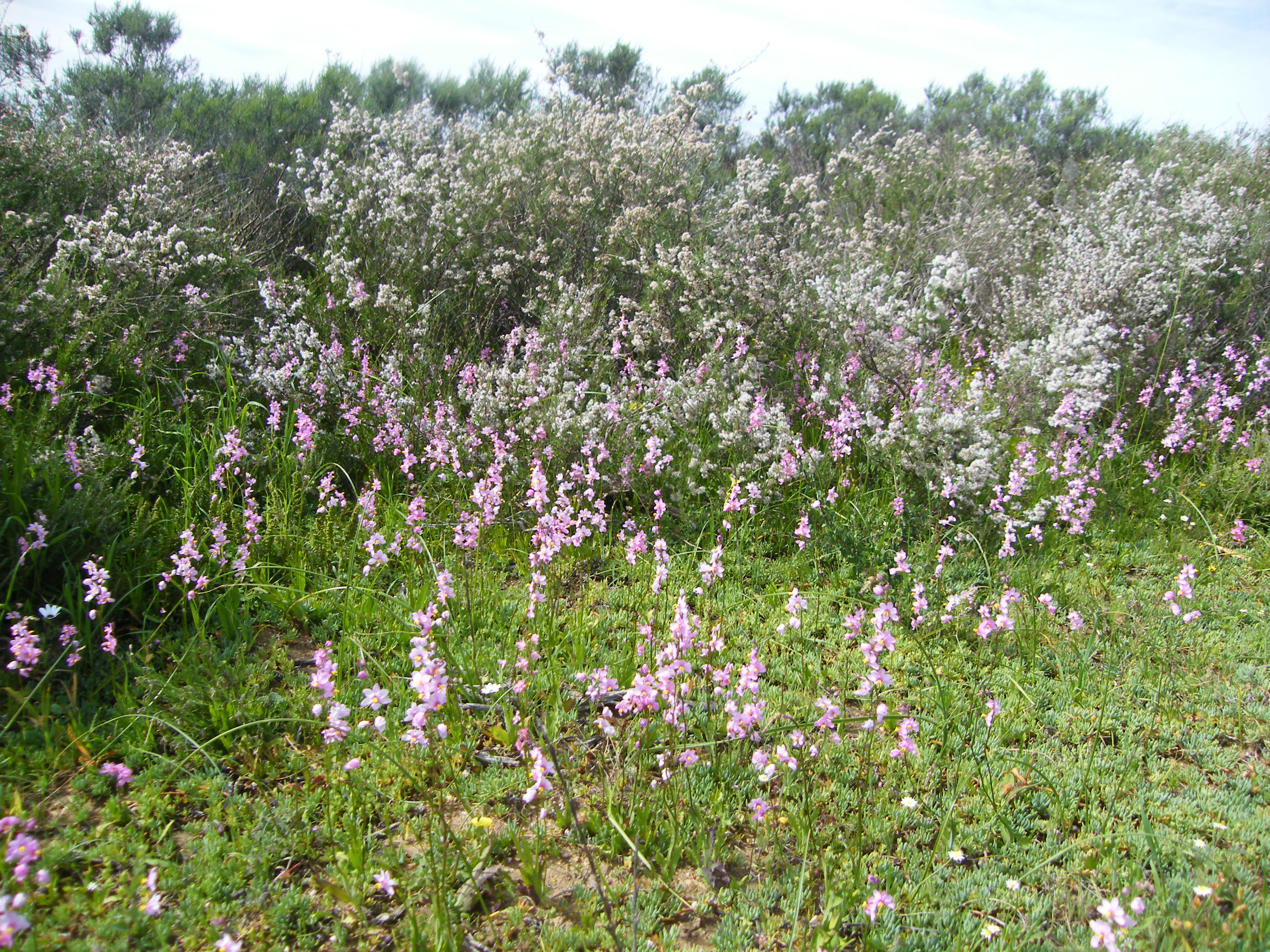
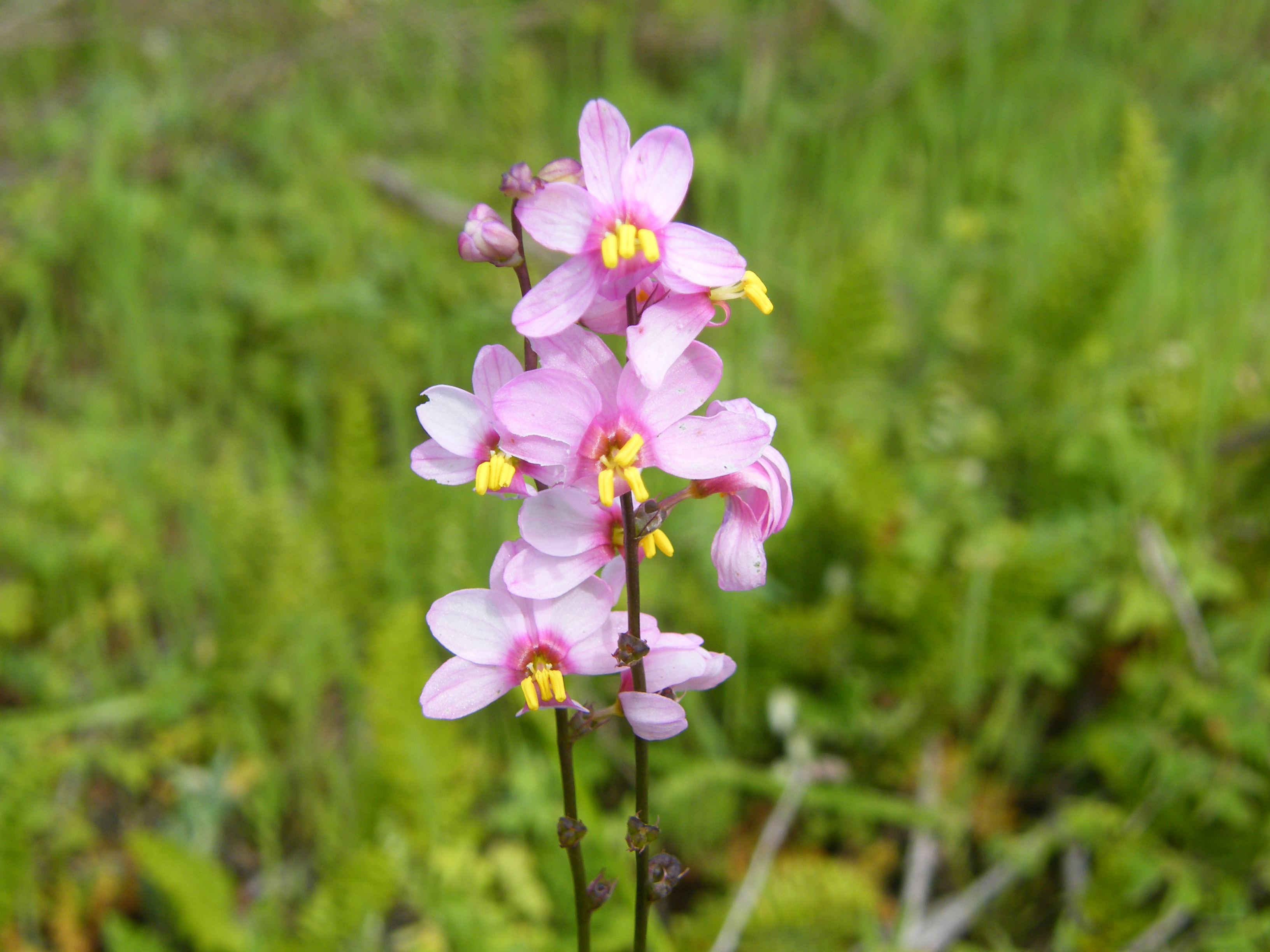